# Tag der Freiheit: Unsere Wehrmacht
Tag der Freiheit! – Unsere Wehrmacht (oversat: Frihedens dag – Vore væbnede styrker) er en tysk dokumentar- og propagandafilm fra 1935. Filmen er instrueret af Leni Riefenstahl og skildrer det tyske nazistparti NSDAPs partikongres i Nürnberg i 1935.

## Indhold
Mens Riefenstahls tidligere film fra rigspartidagene dækkede bredden i arrangementerne, har denne film fokus på Wehrmacht, forsvaret i Nazi-Tyskland. Baggrunden var misnøje fra generalerne, som mente at den tidligere rigspartidagsfilm Triumph des Willens fra 1934 viste for lidt opmærksomhed til de væbnede styrker.
Filmen slutter med en montage af et hagekorsflag til tonerne af den tyske nationalsang Das Lied der Deutschen og filmoptagelser af tyske fly over Nürnberg i hagekorsformation.
Filmen blev anset som tabt efter 2. verdenskrig, men en ukomplet udgave blev fundet i 1970-tallet.  